# O ouvert barré
Cette page contient des caractères spéciaux ou non latins. S’ils s’affichent mal (▯, ?, etc.), consultez la page d’aide Unicode.
ɔ, appelé o ouvert barré, est une lettre additionnelle de l’écriture latine qui est utilisée dans la transcription phonétique de l’Atlas linguistique européen.

## Utilisation
Le o ouvert barré ‹ ɔ › est utilisé dans une étude de thuringeois central, un dialecte moyen allemand, par Gustav Kirchner en 1913.
Le o ouvert barré ‹ ɔ › a été proposé par Trager en 1964 comme symbole phonétique pour représenter une voyelle mi-ouverte centrale arrondie [ɞ], comme alternative au o ouvert point suscrit ‹ ɔ̇ › proposé par Bloch et Trager en 1942,.
En 1961, Jean Fourquet a proposé d’utiliser le symbole o ouvert barré ‹ ɔ › au lieu de l’epsilon fermé ‹ ʚ › de Wilhelm Viëtor pour représenter la voyelle mi-ouverte centrale arrondie. Cette voyelle est aujourd’hui représentée avec l’epsilon fermé réfléchi ‹ ɞ › dans l’alphabet phonétique international.
Dans l’Atlas linguistique européen, ‹ ɔ › représente une voyelle moyenne-haute centrale arrondie, notée [ɞ] dans l’alphabet phonétique international.

## Représentations informatiques
L’o ouvert barré n’a pas de représentation informatique standardisée. Il peut être présenté à l’aide de formatage sur la lettre ɔ ‹ ɔ › ou en combinant la lettre ɔ avec une diacritique barre courte couvrante ‹ ɔ̵ › ou un diacritique barre longue couvrante ‹ ɔ̶ ›.